# Schizotrema sakaii
Schizotrema sakaii är en kräftdjursart som beskrevs av Gamo 1964. Schizotrema sakaii ingår i släktet Schizotrema och familjen Nannastacidae. Inga underarter finns listade i Catalogue of Life.